# اختصار (كتب)
الاختصار فن من فنون التأليف. واللفظ في اللغة عبارة عن الحذف مع قرينة تدل على خصوص المحذوف. يشترط على المختصر ألا يخل بمقصد صاحب الكتاب لئلا يحرفه وقال بعضهم لا يدخل في التحريف اختصارُه بشرطين. الإشارة إلى ذلك وأن لا يخلَّ بمقصد قائله ولا يخرج عن مراده اهـ. وزيد وإذا أراد أن يزيد شيئا على أصل الكتاب ينبه على ذلك. ومن العلماء من اختصر الكتاب مرتين ومن الكتب ما له اختصار على اختصار.

## التلخيص والشرح
ترتيب الكتب بالنسبة لعدد الألفاظ أن التلاخيص والملخصات أوجز من الشروح والمختصرات أوجز منهما جميعا.